# ソン・ジヒョ
ソン・ジヒョ（ハングル：송지효、漢字：宋智孝、1981年8月15日 - ）は、韓国の女優。

## 人物
- 身長：168cm[1]。
- 体重：46kg[1]。
- スリーサイズ：B33-W23-H33（インチ）[2]。
- 血液型：A型[1]。
- 京文大学税務会計学科卒業[1]。
- 慶尚北道浦項市生まれ、ソウル特別市育ち。
- 兄弟は、自分を含めて1男2女。

## 出演

### テレビドラマ
- 宮 -Love in Palace-（2006年、MBC） - ミン・ヒョリン役
- 朱蒙（2006年 - 2007年、MBC） - イェ・ソヤ役
- 強力班〜ソウル江南警察署〜（2011年、KBS） - チョ・ミンジュ役
- 階伯（2011年、MBC） - モク・ウンゴ役
- 天命（2013年、KBS） - ホン・ダイン役
- エマージェンシー・カップル（2014年、tvN） - オ・ジニ役
- 元カノクラブ（2015年、tvN） - キム・スジン役
- アントラージュ～スターの華麗なる人生～（2016年、tvN） - 女優役
- 今週、妻が浮気します（2016年、JTBC） - チョン・スヨン役
- ラブリー・スター・ラブリー（2018年、KBS） - オ・ウルスン役
- 私たち、恋してたのかな?（2020年、JTBC） - ノ・エジョン役
- 魔女食堂にいらっしゃい（原題：魔女食堂に来てください）（2021年、TVING） - チョ・ヒラ役
- 流れ星（2022年、tvN） - カメオ出演

### 映画
- 狐怪談（2003年） - ジンソン役
- サム〜Some〜（2004年） - チャン・ユニョン役
- セックスイズゼロ2（2007年） - ユン・テユン役
- 純情漫画（2008年） - リュ・ジャンハ役
- 霜花店 運命、その愛（2008年） - 王妃役
- 拝啓、愛しています（2011年） - キム・ヨナ役
- コードネーム：ジャッカル（2012年） - ポン・ミンジョン役
- 新しき世界（2013年） - シヌ役
- 風流大丈夫（2018年） - ミヨン役
- 無双の鉄拳（2018年） - ジス役
- 食われる家族（2020年） - ユジン役

### バラエティ番組
- Running Man（2010年 - 、SBS）[3]

## 人気
韓国、中国、東南アジアで人気が高い。
- 韓国の世論調査会社「リスピアル」の女優人気ランキングで2011年下半期と2013年上半期10位。

- 韓国国際文化交流振興院の「2015海外韓流実態調査」で「会いたい韓流スター」10位。

- 大韓貿易投資振興公社の「2018ASEAN地域マーケティング指標調査」の有名人部分で7問中5問1位。

- 人気投票で選ぶ授賞式の人気賞5回受賞。
  - 2014 DramaFever Awards - Best Actress
  - 2015 Soompi Awards - Actress of the Year
  - 2019, 2020, 2021 Asia Artist Awards - 人気女優賞